# Marcelle Engelen Faber
Pour les articles homonymes, voir Engelen (homonymie) et Faber.
Marcelle Engelen, épouse Faber, née le 3 août 1923 à Strasbourg et morte le 7 janvier 2023 à La Tronche, est une résistante française, connue pour être la dernière survivante de l’équipe Pur Sang formée en octobre 1940 durant la Seconde Guerre mondiale.

## Contexte historique
Le 1er septembre 1939, la France et le Royaume-Uni déclarent la guerre à l'Allemagne . La France battue demande l'armistice le 22 juin 1940. L'Alsace est alors annexée de fait à l'Allemagne du troisième Reich, la frontière est rétablie en l'état de 1871. Certains alsaciens refusent de céder et organisent une résistance intérieure composée de plusieurs réseaux dont le réseau Équipe Pur Sang auquel participe Marcelle Engelen.

## Biographie

### Son enfance
Marcelle Engelen passe son enfance à Strasbourg dans une famille de cinq enfants. Son père est bijoutier. Elle grandit dans une famille croyante, plus tard, elle intègre avec ses sœurs le mouvement scout Guides de France, elle a alors 6 ou 7 ans. Son expérience dans le scoutisme lui forge un caractère, elle développe ainsi un certain sens du devoir et du patriotisme. Elle devient par la suite guide-aînée.

### Ses actions au sein de la résistance
Marcelle n'a que 17 ans lorsqu'elle s'engage dans la Résistance, au sein d'une filière d'évasion : l’équipe Pur Sang. Ce groupe est composé de six jeunes femmes dont Marcelle Engelen. Avec Emmy Weisheimer, Alice et Marie Louise Daul, Lucie Welker, Lucienne Welschinger ; elles viennent en aide  aux prisonniers de guerre français internés en Alsace. Elles aident à leur fournir des vêtements chauds, de la nourriture et à transmettre leur courrier, puis  de l’automne 1940 à février 1942, aident les prisonniers évadés à franchir la frontière. Les Pur-Sang se relaient tous les soirs entre 18 et 19 heures à l'église Saint-Jean à Strasbourg qui devient un lieu de rassemblement pour les prisonniers de guerre évadés, dont le mot de passe d'entrée est « Pierre »,.
En janvier 1941, durant son année de terminale, elle passe devant le conseil du Reichsarbeitsdienst (RAD), le service de travail obligatoire instauré par le troisième Reich, mais elle réussit à obtenir une réforme de six mois. En octobre 1941, elle franchit la frontière par Landange en prenant en charge seule l’évasion de 4 prisonniers de guerre et 3 civils dont une jeune femme juive. Elle se réfugie temporairement en zone occupée, non sans refranchir seule la frontière pour revoir sa famille à Noel , et repartir en janvier 1942 en compagnie de 4 prisonniers, qu'elle amènera jusqu'à la gare d'Epinal, point de ralliement pour d'autres évadés en partance pour Lyon. Un mois plus tard, Marcelle a 19 ans et intègre l’école d’infirmières et assistantes sociales à Lyon, en zone libre. Elle avait rejoint Lyon par ses propres moyens en trouvant des relais sûrs et en franchissant par ruse la ligne de démarcation dans le Doubs, entre la zone occupée et la zone libre,,,. 
Elle échappera ainsi à l'arrestation de ses 5 compagnes par les Allemands en mars 1942, le réseau ayant été découvert et démantelé. 
À l’automne 1944, elle interrompt ses études pour s’engager au sein des Auxiliaires féminines de l'Armée de terre (AFAT).

### Sa vie après la guerre
Démobilisée le 1er mars 1946, Marcelle est engagée à la Maison Centrale pour femmes de Haguenau afin d’en organiser le Service Social. Après une période de formation à Paris, Elle rejoint ensuite Arras en 1948 pour organiser le Service Social auprès des ouvriers étrangers embauchés dans le département du Nord.   
En reconnaissance de son passé de Guide dans l’équipe des Pur-Sang, elle reçoit en 1946 dans le Haut Rhin une haute distinction du Guidisme, «l'Escoute de Jeanne d'Arc ».
L'une des membres de l’équipe Pur Sang entreprend des démarches afin que chacune reçoive les honneurs, ce dont Marcelle n'est pas informée, malgré son engagement risqué dans les actions de l'équipe.[réf. nécessaire]. 
En 1952, elle épouse Jean Faber, géologue et ancien incorporé de force alsacien. Elle est mère de quatre enfants.
Elle décède le 7 janvier 2023 à La Tronche. C'était la dernière survivante de l’équipe Pur Sang,,.